# المعهد الفرنسي للأبحاث في علوم الحاسب الآلي والأتمتة
المعهد الفرنسي للأبحاث في علوم الكمبيوتر والتشغيل الآلي (بالفرنسية: L’Institut national de recherche en informatique et en automatique)‏ هو مؤسسة بحثية وطنية فرنسية تركز على علوم الحاسوب والرياضيات التطبيقية. تم إنشاؤه في عام 1967 في روكينكور، إيفلين [الإنجليزية] بالقرب من باريس، كان موقعها الأول هو المبنى التاريخي للقيادة المركزية للقوات العسكرية لحلف شمال الأطلسي).